# Berg SG
Berg (pro odlišení od jiných stejnojmenných obcí označován také jako Berg SG) je obec na východě Švýcarska v kantonu St. Gallen. Žije zde 850 obyvatel.

## Geografie
Berg leží na svahu jihozápadně od Arbonu na boční moréně bývalého Rýnského ledovce. To má za následek strmý svah uvnitř obce. Berg ztratil část svého významu poté, co byl vybudován přivaděč k dálnici A1 a další dvě největší aglomerace, Arbon a St. Gallen, mají vlastní dálniční spojení. V minulosti byla jediným spojením mezi oběma městy kantonální silnice na Seerücken, která vede přímo přes Berg.
Obec se dělí na hlavní část (Unterberg) a vedlejší část (Oberberg). Toto rozdělení na dvě nesouvisející části obce má historické kořeny.
Z Bergu je dobrý výhled na nedaleké Bodamské jezero. Sousedními obcemi jsou Arbon, Steinach, Roggwil, Häggenschwil, Wittenbach a Mörschwil.

## Historie

Letecký pohled (1923)

Kvůli osídlení Arbonu a St. Gallenu se zemědělci ve středověku stěhovali na kopce v okolí St. Gallenu. Již v roce 796 byla oblast rozdělena na Unterberg a Oberberg. Zemědělské usedlosti byly zpočátku roztroušené, ale pak se stále více soustřeďovaly, takže v 9. století byly začleněny do opatského panství. Berg je poprvé zmiňován v listině z roku 827. Kaple existovala od roku 892 a nazývala se oratoriolum in Berge.
V letech 854 a 901 byly hranice sjednoceny tehdejším kostnickým biskupem. V pozdním středověku se Berg dále rozrůstal a brzy se stal bohatým místem, a tím i důležitým zdrojem příjmů pro knížata-opaty ze St. Gallenu. V době reformace se k ní Berg dočasně připojil, takže v letech 1528–1532 byla obec reformována. Poté se však většina obyvatel vrátila k římskokatolickému vyznání. Vždy zde však existovala reformovaná menšina, o čemž svědčí reformované venkovské statky Rappen, Pfauenmoos a Grosser a Kleiner Hahnberg, které patřily bohatým reformovaným občanům St. Gallenu. V roce 1650 zde byla poprvé postavena první školní budova a v roce 1737 obecná škola.
Farní kostel svatého Michala byl postaven v roce 1777. V roce 1803 se Berg po zrušení kláštera v St. Gallenu stal součástí politické obce Steinach, ale v roce 1832 se od ní opět oddělil. K oddělení od Tübachu, který je dnes rovněž samostatný, došlo v roce 1845. Majetek obce byl v té době velmi skromný a sestával z podílu na lazaretu Bruggen a malé peněžní pokladny pro školu a chudé obce.
Dvě místní sýrařská družstva byla založena v letech 1874 a 1888. V šedesátých letech 20. století zde probíhal velký stavební ruch, který však v sedmdesátých letech opět rychle utichl. S novými sídlišti Brühl, Mattenhof a Dorfwiese očekává Berg v příštích letech výrazný nárůst počtu obyvatel, přesto má Berg stále výrazně zemědělský charakter.

## Obyvatelstvo

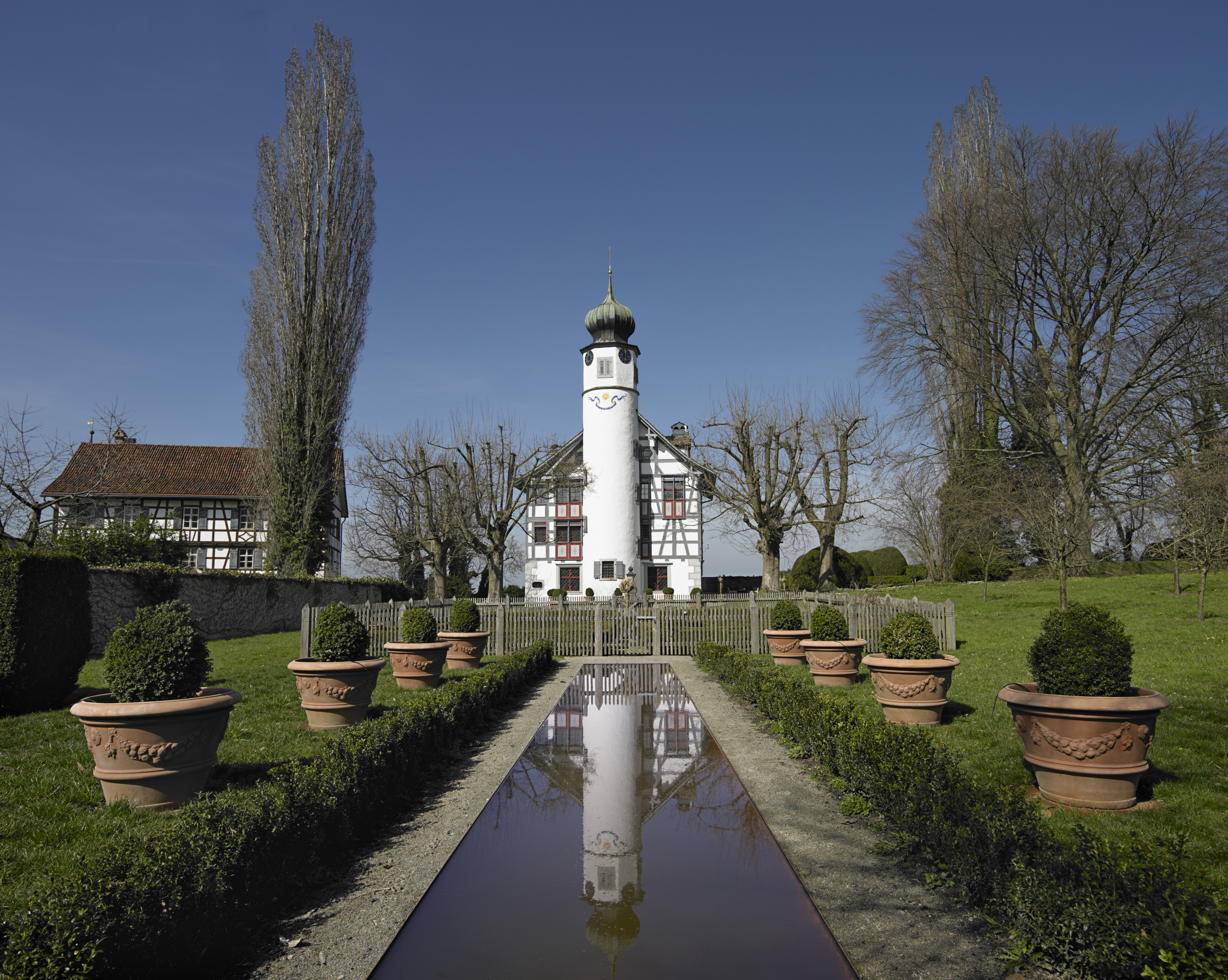
Zámeček Kleiner Hahnberg

| Vývoj počtu obyvatel | Vývoj počtu obyvatel | Vývoj počtu obyvatel | Vývoj počtu obyvatel | Vývoj počtu obyvatel | Vývoj počtu obyvatel | Vývoj počtu obyvatel | Vývoj počtu obyvatel | Vývoj počtu obyvatel | Vývoj počtu obyvatel | Vývoj počtu obyvatel | Vývoj počtu obyvatel |
| -------------------- | -------------------- | -------------------- | -------------------- | -------------------- | -------------------- | -------------------- | -------------------- | -------------------- | -------------------- | -------------------- | -------------------- |
| Rok                  | 1685                 | 1850                 | 1900                 | 1950                 | 1980                 | 2000                 | 2005                 | 2010                 | 2015                 | 2019                 | 2021                 |
| Počet obyvatel       | 461                  | 528                  | 497                  | 510                  | 648                  | 846                  | 880                  | 846                  | 840                  | 851                  | 905                  |

## Hospodářství
Vzhledem k zemědělské a nepříznivé poloze na svazích se zde nikdy nemohl usadit průmysl, takže Berg dosud zůstává zejména klidnou rezidenční obcí. Obec žila především z chalupaření a zemědělství, kolem roku 1800 následovalo zemědělství, ovocnářství a chov dobytka, kolem roku 1900 pak vinařství a vyšívání.

## Doprava
Berg leží na kantonální silnici mezi Arbonem a St. Gallenem. Železniční stanice Roggwil-Berg byla postavena v roce 1910, čímž obec získala napojení na dráhu Bodensee-Toggenburg-Bahn (BT).